# نسل‌کشی ارمنی‌ها در فرهنگ
نسل‌کشی ارمنی‌ها در فرهنگ نمایانگر روش‌هایی است که هنرمندان در زمینه‌هایی چون هنر، ادبیات، موسیقی و سینما دربارهٔ نسل‌کشی ارمنی‌ها در سال ۱۹۱۵ به نمایش گذاشته‌اند. علاوه بر این یادبودهای نسل‌کشی ارمنی‌ها در سرتاسر گیتی خلق کرده‌اند.

## نقاشی
- نقاش و مادرش اثر آرشیل گورکی

## ادبیات
- حراج جان‌ها (۱۹۱۸) نوشته آرورا ماردیگانیان
- چهل روز موسی داغ (۱۹۳۳) نوشته فرانتس ورفل
- ریش آبی (۱۹۸۷) نوشته کرت وانه‌گت
- دجله سوزان (۲۰۰۳) نوشته پیتر بالاکیان
- حرام‌زاده استانبول (۲۰۰۶) نوشته الیف شافاک

## سینما

### فیلم سینمایی
- حراج جان‌ها (۱۹۱۹) فیلم درباره زندگی واقعی آرورا ماردیگانیان، یکی از بازماندگان نسل‌کشی ارمنی‌ها
- آمریکا، آمریکا (۱۹۶۳) ساخته الیا کازان
- ناهاپت (۱۹۷۷) ساخته هنریک مالیان
- چهل روز موسی داغ (۱۹۸۲) ساخته سارکی مورادیان
- مایریگ (۱۹۹۱) ساخته آنری ورنوی
- آرارات (۲۰۰۲) ساخته آتوم اگویان
- نسل‌کشی ارمنی‌ها (۲۰۰۶) ساخته اندرو گولدبرگ
- مزرعه چکاوک‌ها (۲۰۰۷) ساخته برادران تاویانی
- حراج جان‌ها
- برش (۲۰۱۴) ساخته فاتح آکین
- یتیمان نسل‌کشی
- ۱۹۱۵ ساخته گارین هوانیسیان و آلک موحیبیان
- قول (۲۰۱۶) ساخته تری جرج
- بازگشت به آرارات
- پلاک ۵۸۸ خیابان پارادی

### فیلم‌های مستند
- پسر من باید ارمنی باشد
- نسل‌کشی ارمنی‌ها
- فریادزنان
- فاجعه - یک نسل‌کشی
- نقشه رستگاری

## موسیقی
| سال     | قطعه هنری                                                           | هنرمند                                                 | توضیحات |
| ------- | ------------------------------------------------------------------- | ------------------------------------------------------ | --- |
| ۱۹۱۵    | دعای کودکان                                                         | کومیتاس وارداپت                                        | |
| ۱۹۱۶-۱۸ | زمرختوهی                                                            | رومانوس ملیکیان                                        | a song cycle |
| ۱۹۱۷    | Take, O Armenia                                                     | آلکساندر اسپندیریان                                    | opus 27, concert aria, words by H. Hovhannisian |
| ۱۹۴۶    | برادر شکارچی Vorskan akhper                                         | آرام خاچاتوریان                                        | تنظیم برای II Symphony (توسط آوتیک ایساهاکیان) |
| ۱۹۶۱    | شعر درباره مردم ارمنی Poem about the Armenian People                | الکساندر هاروتیونیان                                   | words by گئورگ امین |
| ۱۹۶۴    | جنایت بزرگ                                                          | H. Stepanian                                           | words by پارویر سواک |
| ۱۹۷۴    | [ ت ]                                                               | لوریس چکناواریان                                       | اثر سمفونی |
| ۱۹۷۵    | Il symphony                                                         | G. Hakhinyan                                           | words by پارویر سواک |
| ۱۹۷۵    | Ils sont tombés (They Fell)                                         | شارل آزناوور                                           | [ ۱ ] |
| ۱۹۷۷    | Oratoria-1915                                                       | E. Hayrapetyan                                         | |
| ۱۹۷۸    | مرگ                                                                 | هاروتیون دلالیان                                       | یک شعر سمفونیک |
| ۱۹۸۴    | یادبودی برای شهدا                                                   | هاروتیون دلالیان، ژرژ گاروارنتس و گوستان زاریان        | |
| ۱۹۸۴    | صدای قربانیان                                                       | یرواند یرکانیان                                        | سمفونی |
| ۱۹۸۵    | Oratorium in Memory of the Victims of the Armenian Genocide of 1915 | Khachatur Avetisyan (music), and Ludwig Doorian (text) | choir, soloïsts, orchestra با سازهای سنتی |
| ۱۹۸۶    | سباستیا                                                             | Krematorij (Armen Grigoryan)                           | |
| ۱۹۹۸    | پی.ال.ی.سی.کی.                                                      | سیستم آو ا داون                                        | از آلبوم سیستم آو ا داون (آلبوم) |
| ۲۰۰۰    | A handful of ash from your ashes...                                 | آرتین پوتورلیان                                        | برای چنگ |
| ۲۰۰۳    | Defixiones, Will and Testament: Orders from the Dead                | دیاماندا گالاس                                         | |
| ۲۰۰۵    | کوهستان‌های مقدس                                                     | سیستم آو ا داون                                        | از آلبوم هیپنوتایز |
| ۲۰۰۵    | آدانا                                                               | Daniel Decker و آرا گوورگیان                           | has been translated into 17 languages and recorded by singers around the world. |
| ۲۰۰۸    | Down below                                                          | پتروس هوسپیان                                          | |
| ۲۰۰۸    | تسیتسرناکابرت                                                       | آندری کاسپاروف                                         | For modern dance and six musicians: alto flute, bass/ contrabass flute, violin, two percussionists, and mezzo-soprano. The work was inspired by the یادمان نسل‌کشی ارمنی‌ها، situated in ایروان، capital of ارمنستان. |
| ۲۰۰۸    | سرزمینی دیگر                                                        | No One Is Innocent (band)                              | |
| ۲۰۰۸    | Exploding/Reloading                                                 | Scars on Broadway                                      | از self-titled album Scars on Broadway |
| ۲۰۱۰    | Yes, It's Genocide                                                  | سرژ تانکیان                                            | از آلبوم Imperfect Harmonies |
| ۲۰۱۱    | The Song about Armenia Oratorio                                     | Alexander Brincken                                     | words by دانیل واروژان، سیامانتو، آوتیک ایساهاکیان و واهاگن داوتیان |
| ۲۰۱۲    | یک روز بارانی در آوریل                                              | Arusyak Sahakian                                       | اجرا توسط ۴۲ موسیقیدان تُرک |
| ۲۰۱۳    | نسل‌کشی ارمنی‌ها                                                      | Julian Cope                                            | از آلبوم Revolutionary Suicide |
| ۲۰۱۳    | Open Wounds                                                         | R-Mean                                                 | از آلبوم Broken Water |
| ۲۰۱۴    | در سایه آرارات                                                      | Joseph Bohigian                                        | برای فلوت، کلارینت، ویولن، ویولنسل، ویبرافون، و پیانو |
| ۲۰۱۵    | Cantata for Living Martyrs                                          | سروژ گراجیان                                           | برای ارکستر و chorus |
| ۲۰۱۵    | Silent Cranes                                                       | Mary Kouyoumdjian                                      | برای کوارتت زهی (commissioned اثر کوارتت کرونوس) |
| ۲۰۱۵    | Aprelu April                                                        | اینگا و آنوش آرشاکیان                                  | |

- راست‌کرداری، "Armenian Persecution" Systems Overload (album)
- سیستم آو ا داون، "Deer Dance" سمی بودن (آلبوم)
- Scars On Broadway, "Exploding/Reloading" Scars on Broadway (album)
- H. Berberian, "Requiem aeternam" (by یقیشه چارنتس),
- Scott Giles, Symphony No. 81, "1915"
- الن هوانیس، "Khorhurd Nahatakats",
- Eduard Baghdasaryan, موسیقی متن برای فیلم "دزوری میرو" (ArmenFilm),

گروه موسیقی ارمنی سیستم آو ا داون، composed of four descendants of Armenian Genocide survivors, has promoted awareness of the Armenian Genocide through its lyrics, including سیستم آو ا داون (آلبوم) and in concerts.
In late 2003, دیاماندا گالاس released the album Defixiones, Will and Testament: Orders from the Dead, an 80-minute memorial tribute to the Armenian, Assyrian and Greek victims of the genocide in Turkey. "The performance is an angry meditation on genocide and the politically cooperative denial of it, in particular the Turkish and American denial of the Armenian, Assyrian, and Anatolian Greek genocides from 1914 to 1923".

## نگارخانه

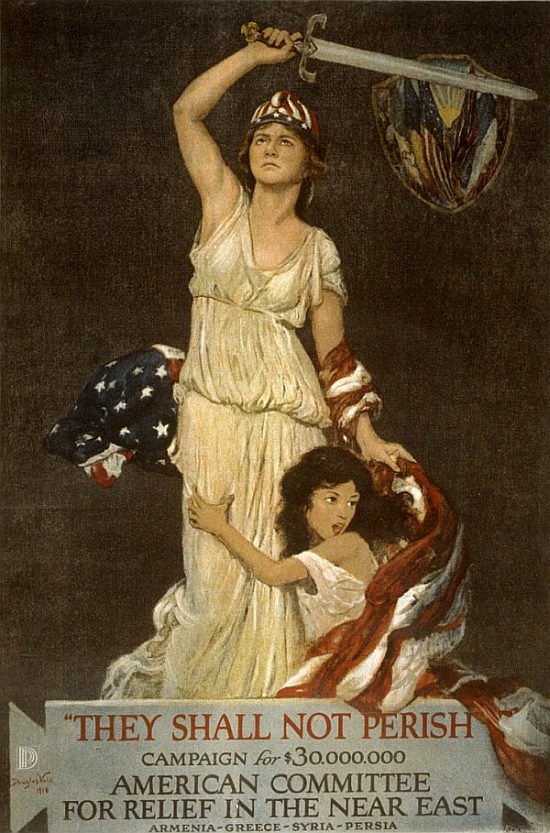
They Shall Not Perish: American Committee for Relief in the Near East, poster by Douglas Volk, 1918.
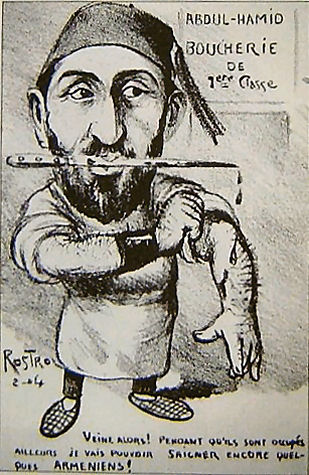
Political cartoon portraying Sultan Hamid as a butcher for his harsh actions against the Ottoman Armenians
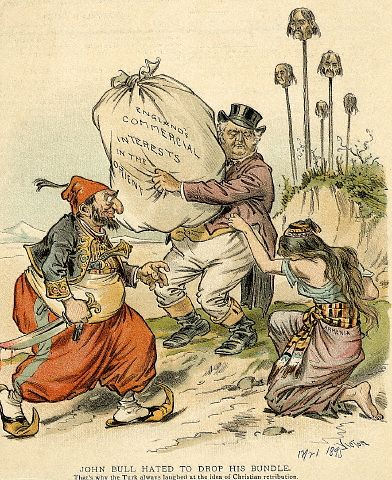
"John Bull hated to drop his bundle..." Political cartoon about "England's commercial interests in the Orient". The woman represents Armenia.
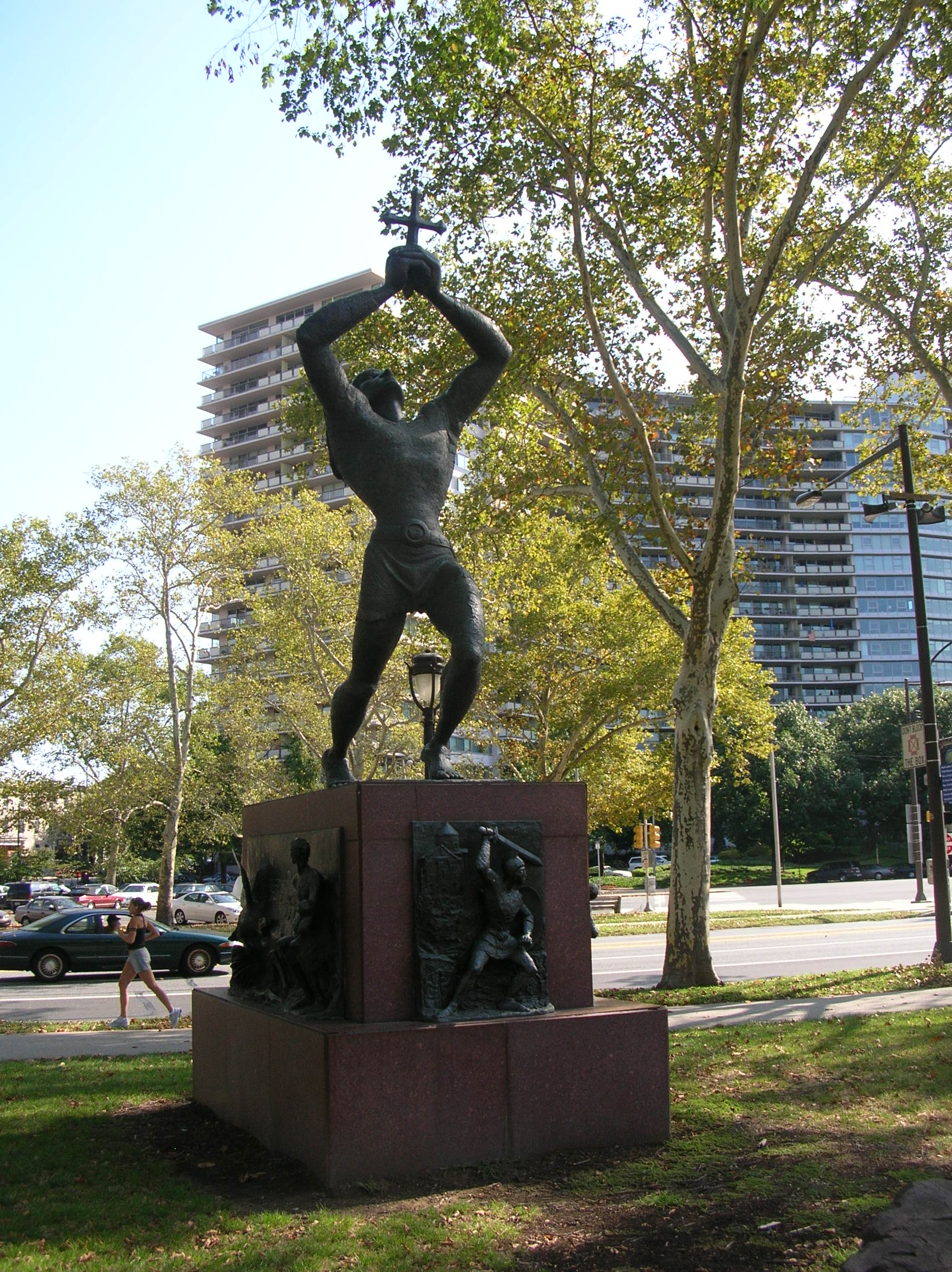
Philadelphia Museum of Art - Armenian Genocide memorial

## یادداشت
1. ↑  Children's Prayer
2. ↑  Zmrkhtuhi
3. ↑  The Great Crime
4. ↑  Requiem on Memoriam of Perished People
5. ↑  The Death
6. ↑  A Memorial to the Martyrs
7. ↑  The Voice of Victims
8. ↑  Sebastia
9. ↑  P.L.U.C.K.
10. ↑  Holy Mountains
11. ↑  Adana
12. ↑  Tsitsernakabert
13. ↑  Another Land
14. ↑  A rainy day in April
15. ↑  The Armenian Genocide
16. ↑  In the Shadow of Ararat